# Psyche tubifex
Psyche tubifex är en fjärilsart som beskrevs av Anders Jahan Retzius 1773. Psyche tubifex ingår i släktet Psyche och familjen säckspinnare. Inga underarter finns listade.